# Aargauer Kantonsbibliothek
Die Aargauer Kantonsbibliothek in Aarau ist eine öffentliche Bibliothek mit wissenschaftlicher Ausrichtung und kantonalem Sammelauftrag. Die Kantonsbibliothek ist die zentrale Stelle für Information, Informationskompetenz und Informationsvermittlung. Sie koordiniert das Aargauer Bibliotheksnetz und engagiert sich in der Entwicklung des aargauischen Bibliothekswesens.

## Geschichte
Die Gründung der Aargauer Kantonsbibliothek reicht bis ins beginnende 19. Jahrhundert zurück. Beat Fidel Zurlauben (1720–1799), der aus einer einflussreichen Zuger Familie stammte, war als Historiker und Söldnerführer in Frankreich tätig. Zurlauben kam in finanzielle Schwierigkeiten, als nach der Revolution die Zahlungen des französischen Hofs ausblieben. Daher sah er sich gezwungen, seine Sammlung nach Deutschland zu verkaufen. Die helvetische Regierung verhinderte aber die Auslieferung über die Grenze und übernahm die Bibliothek (über 8'000 Bände und 50'000 historische Akten) als Grundstock für die Gründung einer Nationalbibliothek. Die helvetische Republik zerfiel jedoch, bevor diese Pläne umgesetzt werden konnten, so dass die Bestände an den 1803 neugegründeten Kanton Aargau übergingen. Somit bildet die Zurlaubiana den Grundbestand der heutigen Kantonsbibliothek. Die Aargauer Kantonsbibliothek wurde schliesslich im Mai 1807 eröffnet.
Nach der Auflösung der aargauischen Klöster 1841 kamen (1843) wichtige Sammlungen von mittelalterlichen Handschriften und alten Drucken vor allem aus den Klöstern Muri und Wettingen ebenfalls in die Kantonsbibliothek. Im Verlauf des 19. Jahrhunderts gingen durch Kauf und Geschenk weitere Gelehrtenbibliotheken in den Bestand über.
Bei der Eröffnung 1807 war die Kantonsbibliothek als «Beamtenbibliothek» gedacht, als Bibliothek also für die Mitglieder der Regierung, der Behörden, für Beamte und die Geistlichkeit. 1875 wurde sie als Fachbibliothek verstanden, nach 1890 als Studien- und Bildungsbibliothek. Heute gilt sie als öffentliche wissenschaftliche Bibliothek.
2016 wurde die Kantonsbibliothek zusammen mit dem Staatsarchiv Aargau und der Bibliotheksförderung, institutionsübergreifend unter der Dachmarke «Bibliothek und Archiv Aargau» zusammengeführt. Bibliothek und Archiv Aargau ist eine zentrale Gedächtnisinstitution und Koordinationsstelle für die Weiterentwicklung der Bibliotheks- und Archivlandschaft des Kantons Aargau.
Die Neuausrichtung der Aufgaben von Bibliothek und Archiv Aargau hatte auch zu einer Reorganisation der Institutionen geführt. Die Kernaufgaben der Kantonsbibliothek, des Staatsarchivs und der Fachstelle öffentliche Bibliotheken werden organisatorisch in gemeinsamen Ressorts unter einer Leitung zusammengefasst: Ressort 1: Sammlung und Bestände, Ressort 2: Kundendienst und Vermittlung, Ressort 3: Koordination Bibliothek und Archive und Ressort 4: Digitale Dienste.

## Bestand
Die Kantonsbibliothek ermöglicht den Zugang zu rund 750'000 Medien sowie elektronischen Ressourcen.

### Historische Sammlungen

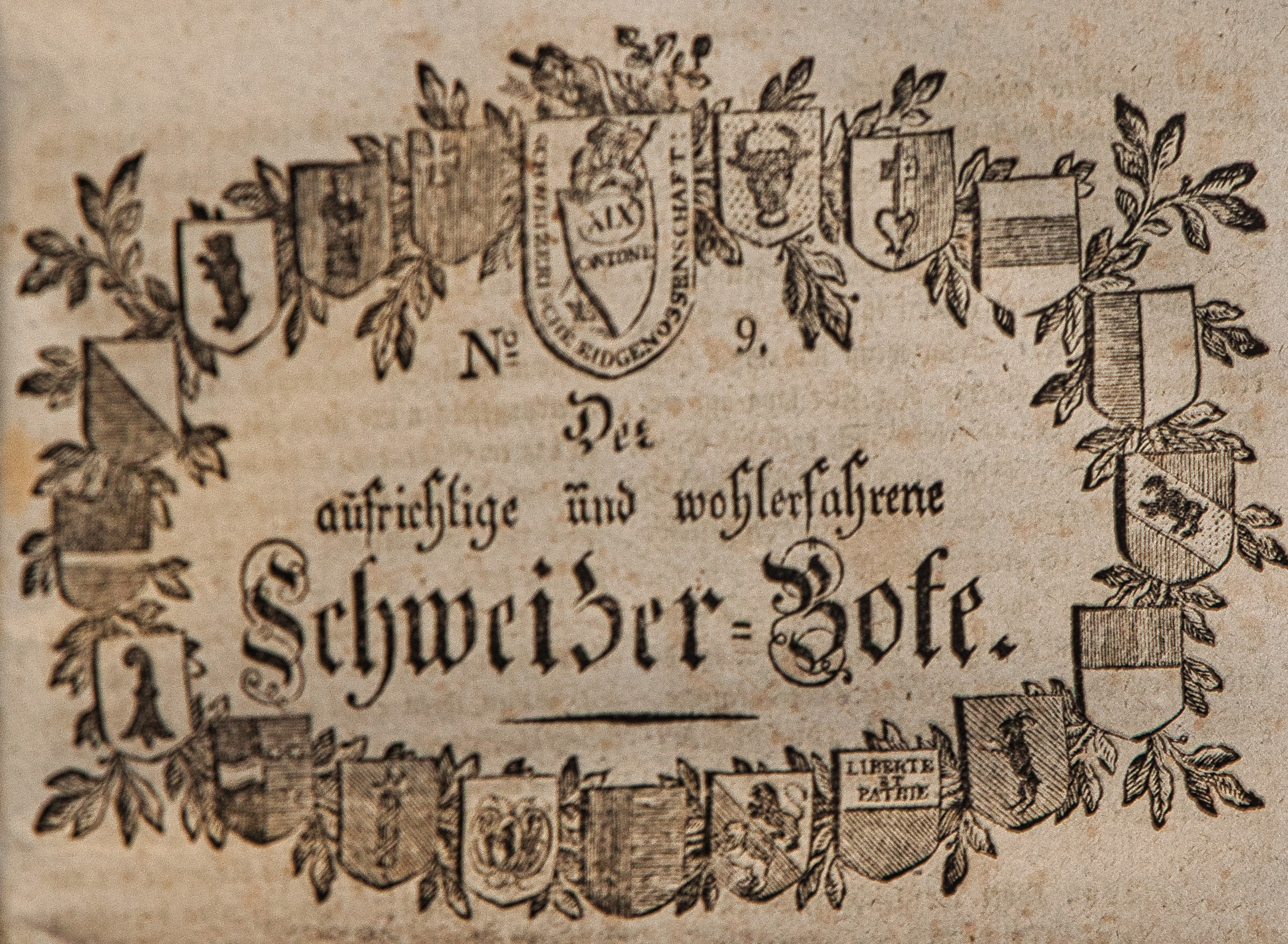
Der Schweizerbote im Bestand der Aargauer Kantonsbibliothek

Unter den mittelalterlichen Handschriften finden sich wertvolle und bedeutende Raritäten und Unikate: Das Osterspiel von Muri (1250), die drei kostbar und prächtig illustrierten Bände des Wettinger Graduale und die dreibändige Schweizer Bilderchronik des Abtes Christoph Silberysen (1542–1608), beide aus dem Kloster Wettingen. Ein Teil der mittelalterlichen Handschriften wurde digitalisiert und ist frei zugänglich unter e-codices.ch abrufbar.
830 Bücher in der Sammlung der Kantonsbibliothek wurden zwischen 1450 und 1500 gedruckt und sind damit Inkunabeln. Besonders wertvoll sind die rare Ausgabe der «Melusina» des Thüring von Ringoltingen und einige handkolorierte frühe Holzschnittbücher. Unter den Büchern, die nach 1500 gedruckt wurden, befinden sich die sehr seltene Erstausgabe des «Lalebuchs», Johann Peschels «Garten Ordnung», eine ganze Reihe prächtig illustrierter Pflanzenbücher und historische Reiseberichte.
Weiter verfügt die Kantonsbibliothek über folgende Archive und Nachlässe: Bucharchiv des Aargauer Verlag Sauerländer, Archiv Wedekind, Nachlass Ernst Widmer, Nachlass Werner Wehrli und die Sammlung Zurlauben sowie die Privatbibliotheken von Heinrich Zschokke, Hansjakob Seiler, Karl Ballmer, Eugen Bircher und Walther Merz.
Seit Mai 2018 ist die Kantonsbibliothek Mitglied bei HAN (Verbund Handschriften-Archive-Nachlässe) der Universitätsbibliothek Basel. In dieser öffentlich zugänglichen Suchoberfläche werden seit Sommer 2018 die mittelalterlichen und frühneuzeitlichen Handschriften aus dem Besitz des Klosters Muri sowie der Nachlass Eugen Birchers katalogisiert.

### Depotbibliotheken
In der Kantonsbibliothek befinden sich mehrere aktive Depotbibliotheken, welche durch die
Kantonsbibliothek betreut werden:
- Verband Schweizerischer Vereine für Pilzkunde[9]
- Schweizerischer Stenografenverband Stolze/Schrey (SSV)[10]
- Predigerbibliothek der Reformierten Kirche Aargau[11]

Die Bestände dieser Depotbibliotheken sind im Bibliothekskatalog auffindbar.

### Zeitgenössische Medien
In der Kantonsbibliothek stehen alle Benutzenden im Freihandbereich rund 40 Zeitungen und Zeitschriften zur Verfügung. Nebst Belletristik, Graphic Novels sowie Sachbüchern sämtlicher Themenbereiche ist auch eine grosse Auswahl an DVDs vorhanden.

### Elektronische Medien
Eingeschriebene Benutzer haben Zugang zu einer grossen Auswahl an elektronischen Medien wie E-Books, Fachzeitschriften und Nachschlagewerken. Diese können ortsunabhängig benutzt werden.

### Aargauer Sammelauftrag

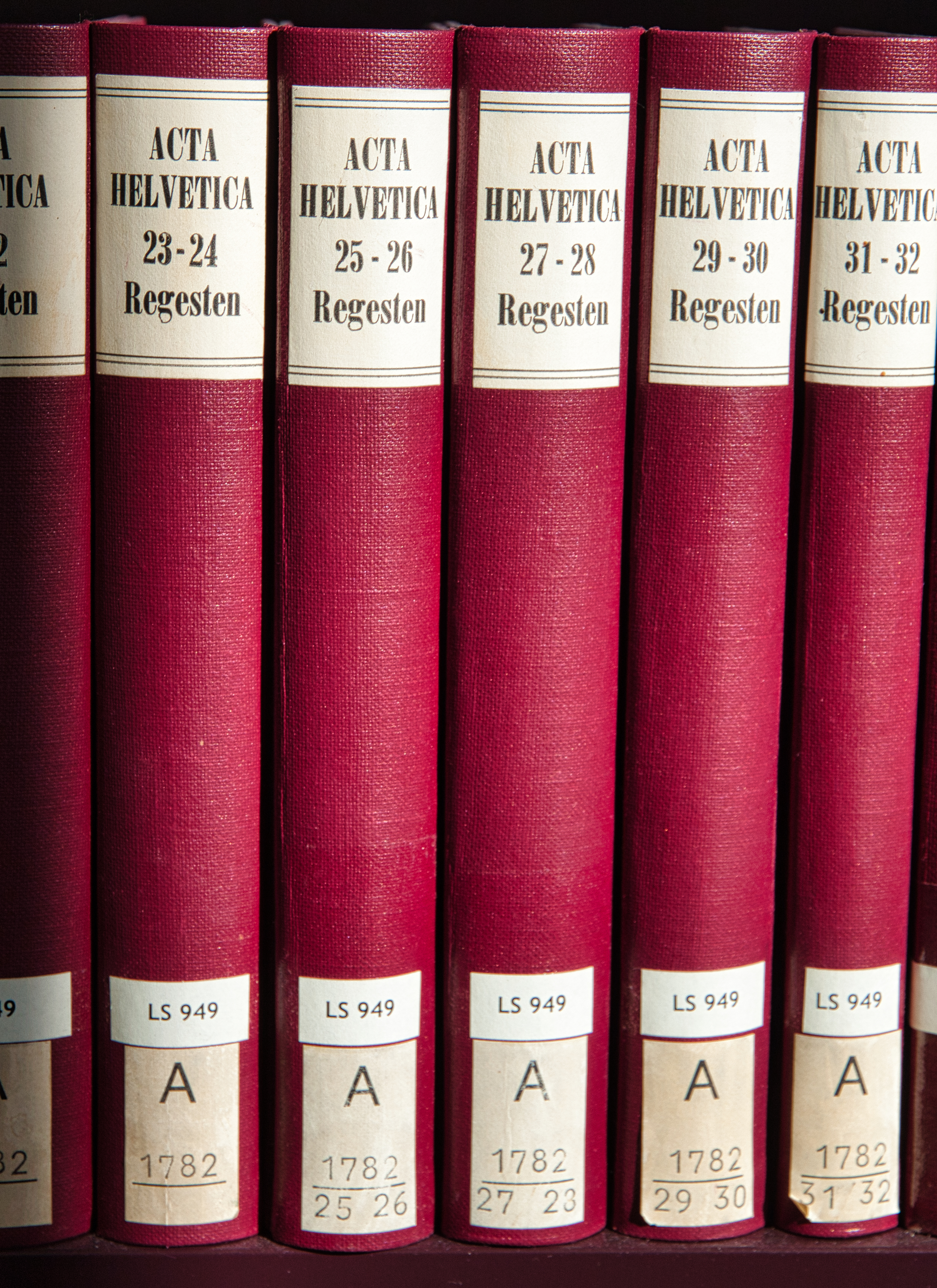
Eines der vielen Lexika, die den Besuchern im Lesesaal zur Verfügung stehen

Seit Mitte des 19. Jahrhunderts ist festgehalten, dass die Kantonsbibliothek das publizistische Schaffen im Kanton Aargau sammeln muss.
Im Kulturgesetz des Kantons Aargau vom 31. März 2009 wird festgehalten, dass die Kantonsbibliothek einen Kantonalen Sammelauftrag hat.
Die Kantonsbibliothek sammelt Publikationen, die einerseits im Kanton erscheinen und die andererseits Aargauer Themen behandeln. Mit dieser einzigartigen Sammlung bewahrt die Kantonsbibliothek einen Teil des historischen Erbes und der kulturellen Identität der Region. Die Aargauer Publikationen sind in der Aargauer Bibliografie verzeichnet.

## Benutzung
Medien aus anderen Bibliotheken können per SLSP-Kurier oder Fernleihe bestellt werden.
Die Bibliothek steht allen natürlichen und juristischen Personen offen.
Mit regelmässigen Schulungen, Einführungen und Veranstaltungen macht die Kantonsbibliothek ihre Angebote bekannt.
Die Kantonsbibliothek ist ein öffentlicher Bildungs- und Lernort. Die Bibliothek bietet 70 Arbeitsplätze in unterschiedlicher Arbeitsumgebung an: Lesesaal, Freihand und Gruppenraum.

## Verbund
Das Aargauer Bibliotheksnetz (ABN) setzt sich aus 18 Bibliotheken zusammen und wird von der Aargauer Kantonsbibliothek koordiniert. Im September 2023 sind die Bibliotheken des ABN der Swiss Library Service Platform (SLSP) mit ihrem Verbundkatalog swisscovery beigetreten. Der Verbund basiert auf dem Bibliothekssystem Alma der Ex Libris Group.